# Pediculus humanus capitis

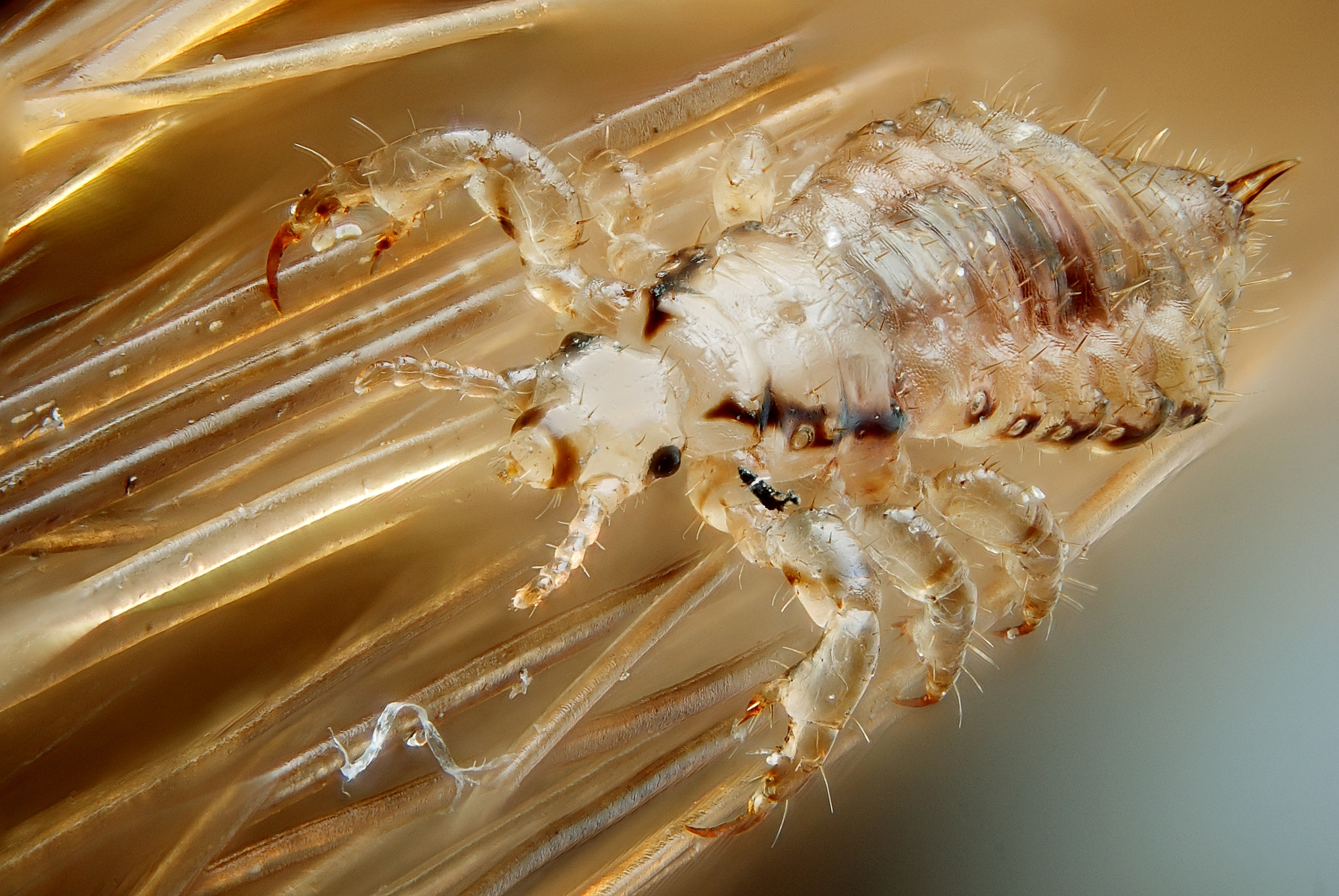
Pidocchio maschio

Il pidocchio del capo (Pediculus humanus capitis De Geer, 1778) è una specie che vive nella capigliatura umana. Predilige la nuca e l'area sopra le orecchie, in cui svolge il suo intero ciclo vitale.

## Il pidocchio del capo e le altre sottospecie parassite dell'uomo
L'uomo può essere parassitato da Pediculus humanus capitis (pediculosi del capo), Pediculus humanus corporis (pediculosi del corpo) e Pthirus pubis (pediculosi del pube).
Il pidocchio del corpo si è evoluto dal pidocchio del capo: le due sottospecie di P. humanus (capitis e corporis) sono indistinguibili fra loro e, allevate in laboratorio, si accoppiano senza problemi, dando prole fertile ed interfeconda. Il pidocchio del capo deposita le proprie uova (lendini) alla base del capello, mentre il pidocchio del corpo attacca le proprie uova alle fibre dei vestiti.
Pthirus pubis infesta preferenzialmente il pube, ma anche altre sedi come ascelle, ciglia e sopracciglia.
I pidocchi che parassitano l'uomo potrebbero essersi evoluti da parassiti di Homo erectus.
Sei milioni di anni fa gli antenati degli esseri umani erano interamente coperti di peli e un'unica specie di pidocchi si spostava liberamente dalla testa ai piedi. Il pidocchio appartenente al genere Pediculus si divise in due specie: i pidocchi dell'uomo, conosciuti col nome scientifico di Pediculus humanus, e quelli dello scimpanzé come Pediculus schaeffi. Quando gli esseri umani persero i peli sul corpo, circa 1,8 milioni di anni fa, i pidocchi si ritrovarono confinati sulla testa, lasciando il resto del corpo. Successivamente, forse a causa dell'Era glaciale, gli uomini hanno iniziato a indossare vestiti regolarmente, permettendo lo sviluppo della pediculosi del corpo.

## Ciclo vitale
Il ciclo vitale del pidocchio del capo consta di tre stadi:
- Lendini: la femmina depone le lendini, singolarmente sui capelli, attaccandole a questi mediante la saliva che contiene composti cheratinici, pertanto la lendine è resistente sia all'acqua che alle spazzole, ma non all'acido acetico diluito e caldo. Dopo 7/10 giorni le lendini si schiudono.
- Ninfe: si nutrono già di sangue. Questo stadio dura da sette a quindici giorni.
- Adulto: ogni femmina adulta depone nella sua vita circa da 100 a 300 uova.

## Habitat
Il pidocchio del capello è un ectoparassita obbligato permanente e strettamente ospite-specifico: attua cioè l'intero ciclo vitale sul cuoio capelluto dell'uomo. I pidocchi possono dunque vivere solo a contatto con il corpo umano (non possono contagiare gli animali). Abbandonano una testa solo quando costretti a trasferirsi su un nuovo ospite: questo succede, per esempio, in caso di febbre alta e prolungata o dopo la morte dell'ospite.